# 村井八郎 (内務官僚)
村井 八郎（むらい はちろう、1886年（明治19年）12月24日 - 1970年（昭和45年）10月11日）は、日本の内務官僚、政治家、実業家。衆議院議員、福島県知事、郡山市長、川崎市長、会津若松市長を歴任した。旧姓・阿部。

## 経歴
福島県岩瀬郡須賀川町（現・須賀川市）出身。阿部又吉の五男として生まれ、村井半之助の養子となる。会津中学、第一高等学校を経て、1912年、東京帝国大学法科大学政治学科を卒業。内務省に入省し福島県属兼警部となる。1914年11月、文官高等試験行政科試験に合格。
以後、新潟県東蒲原郡長、同三島郡長、同理事官、長野県警察部長、大分県警察部長、熊本県書記官・警察部長、山形県書記官・内務部長、大阪府書記官・警察部長、北海道庁部長・土木部長などを歴任。1931年12月、福島県知事に就任し、1932年6月28日、知事を休職となる。その後、郡山市長を経て、太平洋戦争時の川崎市長を務めた。
1946年4月の第22回衆議院議員総選挙で福島県選挙区に日本進歩党から出馬して当選し、衆議院議員を一期務めた。衆議院請願委員長や戦災復興院政務官を務めている。その後、公職追放となる。
その他、日本自由党政調会副会長、東京トヨタ自動車販売監査役、福島トヨペット取締役会長、川崎市商業活動調整協議会長などを歴任。
1952年から1期務めた若松市長時代には、若松市と7村との合併を実現して会津若松市を発足させ、裏磐梯の観光開発などを進めた。1970年10月11日死去。享年83。